# Bundesstraße 223
Pour les articles homonymes, voir Route 223.
La Bundesstraße 223 est une Bundesstraße du Land de Rhénanie-du-Nord-Westphalie.

## Histoire
Jusqu'au 1er janvier 2007, la B 223 commence à Dorsten et passe par Bottrop-Kirchhellen et Sterkrade vers Oberhausen. La section entre Dorsten et la Bundesautobahn 31 revient à la Bundesstraße 225, la section entre la Bundesautobahn 31 et Oberhausen est déclassée.
Le tramway de Mülheim an der Ruhr suit la B 223 entre les arrêts Mülheimer VerkehrsGesellschaft et Stadtwerke Oberhausen.

## Source
- (de) Cet article est partiellement ou en totalité issu de l’article de Wikipédia en allemand intitulé « Bundesstraße 223 » (voir la liste des auteurs).